# Grote synagoge (Łódź)

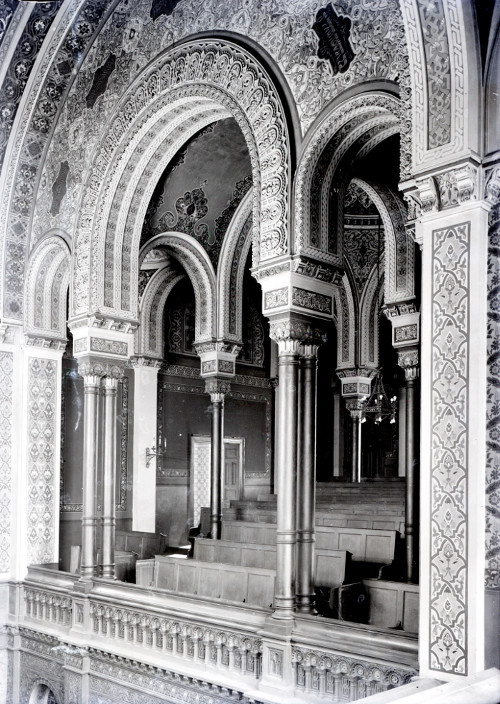
Galerij

De Grote Synagoge (Pools: Wielka Synagoga) in Łódź werd in 1882 voltooid. 
Met de bouw van de synagoge werd in 1881 begonnen. Het gebouw werd ontworpen door Adolf Wolff uit Stuttgart en gefinancierd door plaatselijke industriëlen, zoals Izrael Poznański, Joachim Silberstein en Karl Scheibler. 
De synagoge werd in de nacht van 10 op 11 november 1939 door de nationaalsocialisten in brand gestoken en vervolgens in 1940 afgebroken.
Het bezoek van de synagoge was voorbehouden aan de Joodse intelligentsia en bourgeoisie. Het gebouw werd niet gebruikt door de orthodoxe joden. Er waren speciale toegangskaarten voor de synagoge, die slechts aan rijke joden werden verkocht.   
Ter nagedachtenis is er een gedenkteken opgericht op de plaats waar de synagoge stond.